# Caixer Capellà

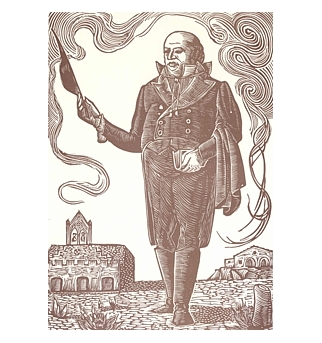
Sa Capellana de Sant Joan - Estampa de Francesc Hernández Sanz

El Caixer Capellà, també conegut com capellana o sa capellana és el cavaller que representa a l'església a les festes tradicionals de Menorca.

## Orígens
Tal com es detalla a l'entrada festes tradicionals de Menorca, les festes de Menorca tenen origen religiós, i daten originalment del segle xiv. Aquestes celebracions organitzades per les obreries medievals que representaven a tots els estaments de l'època, tenien com a objectiu fer acapte per el temple o obra pietosa a la que estaven dedicades.
El Caixer capellà, originalment obrer eclesiàstic del temple o obra en qüestió, tenia sota la seva responsabilitat la part espiritual de les festes, oficiant les misses i oficis que es realitzaven en commemoració del Sant o Santa titular.
El terme capellana o sa capellana, podria provenir de la capa curta que porta el caixer capellà, segons alguns comentaris al respecte, però sense font d´autoritat.

## La designació del Caixer Capellà
Al tractar-se d´un càrrec religiós, la seva designació no està sotmesa ni als Ajuntaments ni a les Juntes de Caixers de cada una de les festes, sinó que aquesta designació vindrà determinada per l'església, per el tràmit establert en els protocols de cada festa o directament d´acord amb la tradició.
D´acord amb els protocols de cada una de les festes de Menorca, a les festes de Sant Joan de Ciutadella, la designació es sol·licitada per l'Ajuntament al rector de la parròquia de la Catedral, que és qui decideix qui ocupa el càrrec, a Ferreries escull la parròquia de Sant Bartomeu,a les festes de Sant Antoni Abat de Fornells el rector de la parròquia de Sant Antoni, a Maó per el rector de Santa Maria, a Llucmaçanes per el rector de Sant Antoni de Maó i a Sant Climent per el rector del a parròquia de Sant Climent. A Es Mercadal, a es Migjorn Gran, Sant Lluís i Alaior, serà directament el rector de la parròquia, amb previsió de la seva delegació, a Es Castell s´indica senzillament que ha d´esser escollit per l'església,.
En qualsevol cas, a dia d´avui, donada la complexitat de disposar a la diòcesi de Menorca de preveres capaços de poder atendre el càrrec, recordem que es tracta d´unes festes físicament exigents que requereixen preparació per dur a terme les qualcades a cavall, i resistència per moltes hores sobre les muntures, els càrrecs es deleguen de forma general en els pocs capellans joves disponibles.
Entre els capellans que han dut a terme aquest càrrec a les darreres èpoques als diferents municipis de Menorca podem trobar:
Mn. Gerard Villalonga (Bisbe de Menorca), Mn. Joan Bosco Faner, Mn. Sebastià Taltavull (Bisbe de Mallorca), Mn. Josep Manguán, Mn. Florenci Sastre, Mn. Pere Oleo, Mn. Antoni Fullana, Mn. Joan Camps, Mn. Enric Enrich, Mn. Francesc Triay, Mn Josep Sastre, Mn. Joan Bosco Martí, Mn. Llorenç Sales, Mn. Joan Tutzó, i Xisco Cardona, entre molts d´altres d´altres.

## Indumentària
La indumentària del Caixer capellà es pantaló curt, plastró, guardapit, capa curta recollida a la cintura, botes de muntar amb esperons i sense pompons, i guindola, tot de color negre, coll clerical del que sobresurt l'alçacoll blanc, i guants blancs. Porta fuet amb pom de plata.
En quant al cavall, porta sella menorquina, “buldrafa” normalment bordada amb motius religiosos. Els guarniments del cavall porten també normalment representacions religioses al pit del cavall.